# 베트남 문학
베트남의 문학(베트남어: Việt-nam văn-học 또는 Văn học Việt Nam) 속에서 중국적 견제(牽制), 즉 한자 문화와 유교정신의 속박으로부터의 탈출의 기록을 찾아볼 수 있다. 한자를 소화한 베트남 사람이 무엇보다 먼저 시도한 것은 그것을 이용하여 반중국(反中國)의 애국적 시를 만드는 것이었다.
그리고 14세기에 접어들면서는 오래 써 오던 한자를 버리고 속자(俗字)인 쯔놈을 고안하여 사용하게 된다. 십 수세기에 걸쳐 중국의 지배를 받으며 그 압도적인 정치적·문화적 영향하에 있었으면서도 민족의 주체성과 독립심을 잃지 않는 놀라운 나라가 베트남이다.
19세기, 한자를 개량한 속자(俗字)인 츄 노므로부터 로마자(字) 표기의 쯔꾸옥응우(국어)로 바꾸어 놓았다. 처음 시인들은 쿠옥 구를 대하고는 회의와 주저를 되풀이하였다. 그러나 몇 사람의 노력으로 쿠옥 구는 그 어휘를 증대시켜 몇 차례의 개량을 거쳐 문학 표현의 수단으로써 사용할 수 있는 것이 증명되었다.